# Циклопска зидария
Циклопска зидария, също опус циклопикум (на латински: Opus cyclopicum), също opus siliceum и opus poligonalis, циклопски градеж е строителна техника, известна в архитектурата на древна Елада от предгръцкия период.
Представляват суха зидария от големи, необработени или грубо ломени неправилни каменни отломъци, подредени с минимални отстояния един от друг. Такъв е градежът на ахейските градове от бронзовата епоха Микена и Тиринт, чиито създаване елинския епос приписва на митичните циклопи.